# Pueblo troglodita
Los trogloditas (en griego antiguo: Τρωγλοδύται) o Troglodyti (literalmente, «los que entran en las cavernas») fue un pueblo mencionado en varios lugares por numerosos geógrafos e historiadores griegos y romanos, incluido Heródoto (siglo V a. C.), Agatárquidas (siglo II a. C.), Diodoro de Sicilia (siglo I a. C.), Estrabón (64/63 a. C.-aprox. 24 d. C.) Plinio el Viejo (siglo I), Flavio Josefo (37 a. C.-100 d. C.), Tácito (56-después de 117 d. C.), Porfírio, etc.
Heródoto, Alice Werner, Estrabón, Beaujeu, Plinio el Viejo, y Diodoro de Sicilia coinciden todos en llamar trogloditas a un número de pueblos africanos a quienes ubican en diversos territorios desde la actual Libia hasta Sudáfrica.

## Etimología
El término «troglodita» proviene del griego antiguo τρωγλοδύτης (trōglodýtēs), de τρώγλη (trōglē, «caverna») y δύειν (dýein, «penetrar en», «zambullirse»), en plural, Τρωγλοδύται (trōglodýtai), que pasó al latín como troglodyta. Un troglodita es un ser vivo habitante de una caverna o una vivienda excavada en la roca o en grutas naturales.

## Historia
El nombre trogloditas parece atribuirse a diferentes pueblos de la Libia antigua conocidos por los autores de la antigüedad clásica. Muchos escritores antiguos se refieren a ellos, como Heródoto, Claudio Ptolomeo, Agatárquidas, Estrabón, Diodoro de Sicilia, Plinio el Viejo, Tácito, Flavio Josefo, etc. El primero en mencionarlo es el historiador griego Heródoto. Según él, «los etíopes trogloditas eran vecinos de los garamantes, que los perseguían en sus cuadrigas. Por las historias que hemos oído contar, cabe afirmar que los etíopes trogloditas son los hombres más rápidos del mundo a la carrera. Los trogloditas, por cierto, se alimentan de serpientes, lagartos y otros reptiles semejantes; además, poseen una lengua que no se parece a ninguna otra, ya que emiten unos chillidos como los de los murciélagos». Según Alice Werner (1913), esta es una clara alusión a los primeros joisán, habitantes indígenas del África del Sur, porque aparte de ser cazadores-recolectores, sus lenguas nativas contienen sonidos con chasquidos consonánticos. Justo es decir, que para el historiador de Halicarnaso etíopes eran todos los pueblos de tez oscura que habitaban en el extremo sur del mundo conocido (ecúmene). Estos etíopes en concreto, debían ser los tibus, un pueblo de etnia bereber, que moraban en las regiones del Chad y el Tibesti. Avanzaban extraordinariamente deprisa porque calzaban un tipo de sandalias confeccionadas para moverse por la arena del desierto. En el siglo XIX, los árabes del Fezzán aún daban caza anualmente a una tribu de trogloditas que vivía en dichas tedas, y después los vendían como esclavos en los mercados de esclavos de Trípoli.
En la Geografía de Estrabón, toda una parte del capítulo IV está dedicada a la descripción de las costumbres trogloditas, y comienza así: «Los trogloditas siguen el modo de vida nómada; y [sus diferentes tribus] están gobernadas por jefes particulares. La comunidad de mujeres y niños se establece entre ellos, con la excepción de los jefes; y el que comete adulterio con la esposa de uno de estos, es condenado a una multa que consiste en una oveja. Las mujeres se pintan cuidadosamente con antimonio; rodean sus cuellos con conchas para defenderse de los maleficios». Estrabón y el autor anónimo del Periplo del mar Eritreo describen trogloditas en el sur del Mar Rojo. En esta área se encontraba, entre otros, el importante puerto de Berenice Troglodytica. Confusión del autor. Según Beaujeu (Com, ad l.) se trata de Berenice Epi Dire (en griego epi- «sobre»; deirē «espalda»), cerca del estrecho de Bad-el-Mandeb. En VI, 170-171, Plinio la relaciona con Ptolemaida.
y la nombra como Berenice Epi Tera (en griego epi-, thra «para la caza»), fundada por Ptolomeo Filadelfo.
En el siglo I a. C., Diodoro de Sicilia habla de la Troglodítica como una región africana al sureste de Egipto y a lo largo del Mar Rojo. el primero que exploró la Troglodítica fue Ptolomeo Filadelfo. Estas son probablemente las regiones del actual desierto de Nubia y el Cuerno de África. Menciona pueblos etíopes y trogloditas que comercian en la costa. Describe entre ellos a los cinaminos que beben la leche de las perras y cazan las manadas de bueyes salvajes con perros de gran tamaño; o los ictiófagos que comen pescado crudo,  que untan con el jugo del paliuro, no comercian con ninguna otra persona, no conocen violencia y viven en colonias de focas. A los trogloditas también los llama nómadas debido a que son pastores que viven en el desierto y en áreas semidesérticas al oeste del Nilo. Su riqueza consiste en manadas de bueyes. Muy belicosos, forman clanes rivales que luchan en sangrientas guerras. Y como armamento, los trogloditas denominados megábaros («de gran peso») tienen escudos redondos de piel de buey cruda y una maza dotada de clavos de hierro, pero los otros, arcos y jabalinas. son diestros en el lanzamiento de piedras que aprenden desde la infancia y practican en las disputas: se disparan primero unos a otros con piedras hasta que algunos son heridos. La tribu de los megábaros es particularmente poderosa. Los trogloditas luchan entre sí y contra otros pastores (de Libia y de Etiopía) para tomar el control de los puntos de agua y mejores pastos. Valientes, no vacilan en luchar contra bestias feroces, pero temen al toro salvaje. Diodoro nos dice nuevamente que entierran a sus muertos risueños bajo un montón de piedras.
También son citados por Plinio el Viejo, quien describe el comercio que los trogloditas hacen de carbunclos (rubíes), venidos de Etiopía, con los garamantes. Se los menciona como vecinos de este último durante la expedición contra los garamantes realizada por Séptimo Flaco en el año 67. En su Historia Natural, el naturalista Plinio el Viejo da una descripción de los trogloditas y los asocia con varios pueblos más o menos mitológicos, los garamantes, los augilas, etc.:«Los trogloditas excavan cuevas, estas son sus casas; comen carne de serpiente y usan un silbido, no la voz».
Los trogloditas realmente hacen su aparición en la historia a fines del siglo II, en asociación con los pueblos nómadas siguientes, blemios, nubeos y nobatios, y hacen frecuentes incursiones en el Alto y Medio Egipto.

## Mitología
Un conjunto de otras tribus mencionadas por la historiografía antigua también recibía el nombre de trogloditas. Era una raza apenas humana, peluda como bestias, que se comunicaban solo por medio de gritos y vivían en cuevas. Se trataría del mito sobre las tribus primitivas.
En su clasificación de seres vivos, Carlos Linneo agrupa en trogloditas: Homo nocturnus, Homo sylvestris, orangután y Kakurlacko. Posteriormente, en Amoenitates academicae (1763), define un taxón bastante amplio Homo anthropomorpha que designa una variedad de criaturas mitológicas y cercanas a los humanos, como el troglodita, el sátiro, la hidra, el fénix. Añade que estas criaturas realmente no existen, sino que son descripciones inexactas de criaturas que se asemejan a los Hominoidea.
Montesquieu en las Cartas persas XI a XIV, los toma como referencia: «Había en Arabia un pequeño pueblo, llamado troglodita, que descendía de los antiguos trogloditas que, si creemos en los historiadores, se parecían más a las bestias que a los hombres»
Los describe como «personas indignas que se han vuelto virtuosas»", lo que confirma a continuación «No puedo hablarles lo suficiente sobre la virtud de los trogloditas».
De hecho, Montesquieu cuenta un apólogo en cuatro cartas, al amparo de la descripción de un pueblo de Oriente (muy popular en su tiempo), que tiene como objetivo desarrollar las ideas del autor sobre la sociedad.
El Combate de Adán y Eva contra Satán menciona que los primeros humanos tuvieron que vivir en una cueva en la cima de una montaña, llamada 'la cueva de los tesoros', (en latín:spelunca thesaurorum), que estaba al oeste del Jardín del Edén después de su expulsión [(en inglés)] The Cave of Treasures (British Museum Mss 25875), publicado en siríaco por San Efrén, traducido por Wallis Budge en 1927].